# 歐鴻鍊
歐鴻鍊（1940年1月5日—2021年10月30日），中華民國外交官，西班牙語和拉丁美洲事務專才，是中華民國首位「拉美通」、西語系出身的外交部長。出生于桃園市觀音區，成長於花蓮縣。
曾任蔣介石總統之西語翻譯；1972年當選中華民國十大傑出青年。2008年5月20日出任外交部部長後，推動「活路外交」、「外交休兵」，維繫邦交國關係並強化非邦交國實質關係，爭取參與聯合國功能性國際組織，在其任內台灣取得英國、愛爾蘭等國免簽證待遇。
歐鴻鍊在駐瓜地馬拉大使任內，時任總統陳水扁和副總統呂秀蓮出訪中南美洲時，曾出現會議主辦國在最後關頭「不方便」接待及願意款待我國元首、副元首往訪的國家太少的窘境，最後均由歐鴻鍊所駐的瓜地馬拉在短短的一兩周內臨時「遞補」承辦，據說這是2008年陳總統參加瓜地馬拉總統就職典禮後公開宣布「歐大使願意幹多久就幹多久」的原因之一。
在2009年八八水災中，發生外交部因僅聽信時任消防署長黃季敏的意見，未依規定轉陳中央災害應變中心指揮官，便由時任常務次長代行發文至駐外館處指示館長婉拒國外援助的事件，當時代理部長的政務次長夏立言於8月17日提出辭呈，時任外交部長、八八水災時人在國外公出的歐鴻鍊為此兩度求見總統馬英九，並分別向其及行政院長表達願意負責的態度；後於8月27日證實為此請辭並婉拒留任。
歐鴻鍊曾於2005年（時65歲）因做退休生涯規畫而參加美國移民簽證抽獎並被抽中，同年底拿到美國永久居留權，但因其仍在駐瓜地馬拉大使任內而並未使用，2008年4月復因即將出任外交部長而放棄美國永久居留權。由此歐鴻鍊夫婦從未持有美國護照或具有美國公民身分。
卸任部長後，發表若干文章闡述「活路外交」與「外交休兵」，他認為中華民國在蔡英文總統執政時的種種「外交困境」，主要是因為忽視兩岸關係和平穩定的重要性。
2013年6月獲選為社團法人對外關係協會 （页面存档备份，存于）會長、2015年1月9日復接任中美經濟合作策進會 （页面存档备份，存于）理事長，以民間身分繼續協助中華民國推動對外交流。
2021年10月30日，因病於林口長庚醫院逝世，享壽81歲。

## 荣誉

### 中华民国勋章奖章
- 二等景星勋章（1984年9月12日）
- 一等功绩奖章（行政院，2009年9月10日颁发[15]）

### 外国勋章奖章
- 伊里萨里大十字勋章（危地马拉，2008年[16]）
- 哥伦布银质大十字勋章（多米尼加，2009年[17]）

### 褒揚令
外交部前部長歐鴻鍊，智器博關，恬澹夷雅。少歲卒業國立政治大學外交學系，復登榜外交領事人員特種考試，肇啟四十五載為國宣勤之涉外職涯，奉公律己，卓卓錚錚。歷任中南美司司長、常務次長等職，提升駐外技術團地位，開設青年領袖培訓班，殫慮嚴縝，覃思務實。嗣二度持節瓜地馬拉暨出使西班牙期間，儘心布建溝通管道，力促高層交流參訪；積極引預制約談判，擴增雙邊自由貿易；厚植國會友我人脈，濟辦臺西經貿諮商，籌度計議，克敦睦誼；訏謨忠謇，壇坫蜚聲。尤於掌執外交部任內，創新晶片護照發行，突破多國免簽證待遇；深化臺美互信基礎，扶支我參與國際組織；簽署諸項合作協定，發表援外政策白皮書，振裘挈領，擘畫興革；遠猷周慎，重寄屢膺。曾獲頒十大傑出青年、一等功績獎章、二等景星勳章暨各國勳獎章等殊譽，材望追懷，身退榮顯。綜其生平，迭展樽俎折衝之偉績，以成文官報國之鴻志，懋能標軌，卷帙揚庥。遽聞溘然逝殂，悼惜彌殷，應予明令褒揚，用示政府篤念賢彥之至意。

總　　　統　蔡英文　　　　

行政院院長　蘇貞昌　　　　